# Пески (Нюксенский район)
Пески — деревня в Нюксенском районе Вологодской области.
Входит в состав Игмасского сельского поселения, с точки зрения административно-территориального деления — в Игмасский сельсовет.
Расположена к югу от автодороги А123. Расстояние по автодороге до районного центра Нюксеницы — 45 км, до центра муниципального образования Игмаса — 1 км. Ближайшие населённые пункты — Зимняк, Игмас, Кириллово.
По переписи 2002 года население — 101 человек (41 мужчина, 60 женщин). Преобладающая национальность — русские (92 %).